# Bouzès
Bouzès (en grec : Βούζης, vers 528-556) est un général byzantin sous Justinien, qui participe aux guerres perso-byzantines.

## Biographie
Bouzès est né en Thrace. Il est probablement le fils du général et rebelle Vitalien. Selon Procope de Césarée, il est le frère de Coutzès et de Bénilus ou Vénilus. En outre, il a une sœur anonyme qui est la mère de Domnentiolus.

## Guerre d'Ibérie
Bouzès est mentionné pour la première fois en 528 comme dux de Phoenice Libanensis avec Coutzès. Cette province est une composante du diocèse d'Orient et comprend les régions à l'est du mont Liban. Bouzès est positionné à Palmyre et Coutzès à Damas. Les deux frères sont décrits comme jeunes par Procope.

### Bataille de Thannuris(ou escarmouche de Mindon)
Leur première mission est de se rendre sur le front lors de la guerre d'Ibérie contre les Sassanides. Ils doivent venir en renfort à Bélisaire alors à Mindon. Il tente alors de construire une forteresse dans la région, ce qui provoque l'opposition vive des Sassanides. Selon Procope : « quand Justinien apprit que Bélisaire n'était pas en mesure de vaincre les Perses avec son armée, il ordonna à une autre armée de s'y rendre, ainsi qu'à Coutzès et à Bouzès, qui commandaient alors les soldats en Libanus. Ces deux frères originaires de Thrace, à la fois jeune et avides de combattre l'ennemi, se rassemblèrent avec leurs armées et vinrent en force dans la région où le fort était en construction. Les Perses tentaient alors de s'opposer à l'avancement des travaux et les Romains essayaient de défendre les ouvriers. Une rude bataille eut alors lieu et les Romains furent vaincus, subissant un important massacre tandis que d'autres furent constitués prisonniers. Parmi ces derniers figuraient Coutzès lui-même. Tous ces captifs furent transférés loin de leurs pays, enchaînés et confinés dans une grotte. Dans le même temps, le fort était désormais sans défense et fut complètement rasé ». 